# Viktorija Gečytė
Viktorija Gečytė (* 1985) ist eine litauische Jazzsängerin.
Gečytė trat bereits im Alter von fünf Jahren im litauischen Fernsehen auf. Mit großem Interesse an Jazz trampte sie als Schülerin zu fast allen Jazzfestivals in Litauen. Ihr Studium absolvierte sie mit Hilfe eines Stipendiums am Lafayette College in Easton (Pennsylvania). Seit 2008 tritt sie mit der Band von Gene Perla auf.
Seit 2008 lebt Gečytė in Paris, wo sie im Management einer Kommunikationsagentur tätig war, aber sich auch als Sängerin etablierte. 2018 trat sie mit der hr-Bigband in Frankfurt mit dem Programm Tales from Lithunia auf.

## Diskographische Hinweise
- Souvenir from San Francisco (2013, mit Gene Perla, Sean Gough, Jon Arkin)
- Viktorija Gečytė & Julien Coriatt Orchestra Blue Lake (Absilone 2015)
- Viktorija Gečytė & Go Band No Detour Ahead (P.M. Records, 2016, mit Gene Perla, Sean Gough, Jon Arkin)